# 우주환경센터
우주환경센터(Korea Space Weather Center)는 우주전파교란으로 인한 전파변화 탐지·분석 및 예보·경보 등의 사무를 분장하는 우주항공청의 소속기관이다. 2011년 8월 19일에 출범하였으며, 제주특별자치도 제주시 한림읍 귀덕로 198-6에 위치하고 있다. 센터장은 서기관·기술서기관 또는 공업연구관으로 보한다.

## 연혁
- 2010년 12월 29일: 우주전파센터 건물 준공.
- 2011년 8월 19일: 국립전파연구원 소속으로 우주전파센터 설치.[2]
- 2011년 11월 16일: 우주전파센터 개소식.
- 2024년 5월 27일: 우주항공청 소속으로 정부조직 개편, 우주환경센터로 기관 명칭 변경.

명칭 변경.

## 조직

### 센터장
- 운영지원팀
- 예보관측팀
- 기획협력팀

## 사건·사고 및 논란

### 직원숙소 방통위 직원 휴가시설로 사용
2012년 10월 8일 최민희 민주통합당 의원이 우주전파센터 직원숙소 중 여름 휴가 기간 동안 비어있는 방들이 방송통신위원회 직원 등의 휴가용 숙박시설로 사용되고 있다는 증언을 확보했음을 밝혔다. 2011년 6월말부터 9월초까지 집중적으로 사용된 직원 숙소의 시설 총 18개실 가운데 14개실은 7평의 1인실 규모로 돼 있는 반면 나머지 4개실은 큰방과 작은방, 거실, 주방이 있는 구조로 돼 있는데 방통위 직원 21명, 전파연구원 직원 15명, 전파관리소 직원 32명이 대부분 가족들을 동반해 해당 숙소를 이용한 것으로 나타났다.
최 의원은 "아무리 우주전파센터 직원숙소가 관광지역에 만들어졌다고 해도 본래 목적과 달리 방송통신위원회와 그 소속기관 직원들의 여름 휴가용 콘도로 변질된 것은 있을 수 없는 일"이라며 "국가 예산으로 지어진 시설을 마치 자기네들의 사유물인양 앞다퉈 휴가시설로 사용했다는 것은 도덕불감증의 극치이자 특혜를 쫓는 특권의식으로 볼 수밖에 없다"고 비판했다.

## 같이 보기
- 항공기상청
- 한국항공우주연구원
- 한국천문연구원
- 위성항법중앙사무소
- 위성전파감시센터